# David Jou i Mirabent
|  | David Jou redirigeix aquí. Per al capità de la marina mercant i historiador, vegeu David Jou i Andreu. |

David Jou i Mirabent (Sitges, 23 d'octubre de 1953) és un poeta, físic, traductor científic i assagista català. Ha sigut catedràtic de Física de la Matèria Condensada a la Universitat Autònoma de Barcelona fins al 2018. És doctor honoris causa de la Universitat de Girona.

## Biografia
David Jou és net de l'escultor gracienc Pere Jou (autor, entre moltes altres obres, dels capitells de Maricel de Sitges), fill del capità mercant i historiador David Jou i Andreu i de la bibliotecària Lolita Mirabent i Muntané, i té un germà notari i estudiós del dret, Lluís Jou i Mirabent.
Ha estat catedràtic de Física de la Matèria Condensada a la Universitat Autònoma de Barcelona fins a l'any 2018. I, des del 2019, és el president de la Fundació Joan Maragall.
És membre de la Secció de Ciències i Tecnologia de l'Institut d'Estudis Catalans, de la Reial Acadèmia Europea de Doctors, membre corresponent de la Real Academia de Ciencias Exactas, Físicas y Naturales, de Madrid, com també membre de l'Accademia Peloritana de Messina. Des de 1993 forma part del patronat de la Fundació Joan Maragall (Cristianisme i cultura), de Barcelona.
Com a escriptor, ha publicat una trentena llibres de poesia, alguns dels quals són premiats, una quinzena de llibres d'assaig, a més de tres-cents articles de recerca en revistes especialitzades de difusió internacional i d'altres publicacions científiques en forma d'articles de revisió, monografies i llibres de text. Ha traduït al castellà i al català llibres científics, entre altres de Stephen Hawking. Va col·laborar en el suplement de Ciència i Tecnologia de La Vanguardia de 1983 a 1994. Hi ha obra seva traduïda a l'alemany, anglès, castellà, francès, polonès, hongarès, rus, italià i búlgar.

## Obres

### Obra poètica
- 1971: Per a no oblidar la llum
- 1975: Dit de pas
- 1977: Diminuta imatge
- 1981: Mirall de vellut negre
- 1982: Tapís (edició amb gravats de Manuel Capdevila, 1993; edició amb música per a piano de Mercè Torrents, 2012)
- 1983: Arbre
- 1987: Teoria
- 1988: Joc d'ombres (segona edició, ampliada, 1999)
- 1988: Transfiguracions
- 1990: El color de la ciència (amb il·lustracions de Fernando Krahn)
- 1992: Urpes de fumera
- 1992: Urpes de fumera
- 1995: Entre el mirall i les ombres. Antologia poètica (amb il·lustracions d'Artur Duch)
- 1995: A la deriva blava. Poemes de Sitges
- 1988: Transfiguracions
- 1998: Basilisc
- 1999: Els ulls del falcó maltès. Poemes sobre cinema.
- 2000: Passeig marítim i altres poemes de Sitges (edició amb gravats de Jordi Catafal, 1998)
- 2002: Bestiari
- 2002: L'èxtasi i el càlcul. Obra poètica I
- 2004: Escuma i turbulència
- 2004: A Barcelona
- 2004: L'huracà sobre els mapes. Obra poètica II
- 2004: Llum de Sitges (amb fotografies de Joan Iriarte) (traduccions al castellà, francès i anglès)
- 2006: Sitges en blau (amb fotografies de Joan Iriarte) (traducció al castellà)
- 2007: Les escriptures de l'Univers (edició bilingüe català/anglès, segona edició ampliada, 2019) (traduccions al castellà, hongarès, polonès, búlgar, rus, alemany)
- 2011: La Passió de la Selva del Camp
- 2013: Poemes sobre ciència i fe
- 2013: L'avinguda i el laberint: poemes sobre Catalunya i Espanya
- 2014: Poemes de Nadal i de Setmana Santa
- 2015: La mística dels dies
- 2016: Cartografies de Déu
- 2017: Cant espiritual[18][19]
- 2018: Poemes de la revolta catalana
- 2020: Trenta poemes sobre el Parenostre i els Salms
- 2020: Poemes de Sicilia i Venècia (Poesie dalla Sicilia e da Venezia, edició bilingüe català-italià). Conté "Palaus i equacions. Una celebració de Sicília" ("Palazzi ed equazioni: una celebrazione della Sicilia") i una edició ampliada del llibre "Diminuta imatge"
- 2022: En la teva llum / En tu luz (amb fotografies de Sor Isaura)[20]
- 2024: Celebració del Vinyet. Barcelona: Viena Edicions
- 2024ː Palaus i equacions. Una celebració de Sicilia (Palazzi ed equazioni: una celebrazione della Sicilia)[21] [Edició bilingüe català-italià] - ISBN 978-88-85864-11-5

### Teatre[17]
- 2011: La Passió de la Selva del Camp. Valls: Cossetània

### Obra assagística
- 1991: L'escultor Pere Jou
- 1992: Algunes qüestions sobre ciència i fe
- 1993: La naturaleza y el paisaje, amb Marià Baig. Ed. Ariel - ISBN 8434480204 / ISBN 9788434480209
- 1999: Matèria i materialisme (traducció al castellà, 2014, i al xinès mandarí, 2018)
- 2001: El temps i la memòria en la ciència contemporània
- 2003: Ciència, fe, poesia
- 2006: El laberint del temps, la simfonia de la matèria
- 2008: Déu, Cosmos, Caos. Horitzons del diàleg entre ciència i religió (traducció al castellà, el 2015)
- 2008: Reescribiendo el Génesis. De la gloria de Dios al sabotaje del universo (traducció a l'italià, 2009)
- 2010: La expresividad de la Creación (amb Mònica Rozman)[22]
- 2011: Cerebro y universo. Dos cosmologías
- 2012: La poesia de l'infinit. Ciència i mística
- 2012: Iniciación al mundo cuántico. De la danza de las partícules a las semillas de las galaxias
- 2013: El laberinto del tiempo (traducció al xinès mandarí, 2018)
- 2014: Esperances davant d'incerteses. Tecnologia, humanitats i cristianisme en les crisi d'avui
- 2018: Creació: pregàries, himnes, poemes (amb Pere Carreras)
- 2024: Pensar la Creació. La sorpresa de la Raó divina. Barcelona: Editorial Albada
- 2025: Una vida en deu equacions. Barcelona: Institut d'Estudis Catalans (Monografies de les seccions de ciències; 24) - ISBN 9788499657622

### Selecció de publicacions científiques
- 1986: Mecànica estadística I biologia molecular Barcelona: Publicacions de la UAB
- 1990: Introduction to the thermodynamics of biological processes New York: Prentice Hall (amb J. E. Llebot)
- 1993, 2001: Extended irreversible thermodynamics Berlin: Springer (amb J. Casas-Vázquez i G. Lebon)
- 1994: Física para las ciencias de la vida Madrid: Mc Graw-Hill (amb J. E. Llebot i C. Pérez-García)
- 2000: Thermodynamics of Fluids under Flow Berlin: Springer (amb J. Casas-Vázquez i M. Criado Sancho)
- 2001: El progrés: de la ciència a la teologia. ISBN 84-89943-45-1
- 2001: Estudis bibliomètrics sobre la recerca en física a Catalunya (amb Ll. Rovira y P. Senra): Barcelona: Institut d'Estudis Catalans
- 2008: Understanding nonequilibrium thermodynamics. Foundations, applications, frontiers: Berlín: Springer (con G. Lebon y J. Casas-Vázquez)
- 2011, 2019: Termodinámica química (amb M. Criado-Sancho i J. Casas-Vàzquez): Servicio de publicaciones de la UNED
- 2012: Introducción al mundo cuántico: Pasado y Presente
- 2016: Mesoscopic theories of heat transport in nanosystems (amb A. Sellitto i V. A. Cimmelli): Berlín: Springer
- 2020: Interpretative aspects of quantum mechanics. Matteo Campanella’s mathematical studies (amb Matteo Campanella, David Jou, Maria Stella Mongiovì), Springer Nature Switzerland, UNIPA Springer Series, Cham Switzerland  ISBN 978-3-030-44206-4

### Obres traduïdes per David Jou[17]
- 2004: ALLEN TIPLER, Paul: Física. Barcelona: Reverté
- 2001: HAWKING, Stephen: Història del temps. Barcelona: Crítica, 1990; Barcelona: Columna
- 2002: HAWKING, Stephen: L'univers en una closca de nou. Barcelona: Columna
- 2002: HAWKING, Stephen: El universo en una cáscara de nuez. Barcelona: Círculo de Lectores
- 2004: HAWKING, Stephen: Sobre les espatlles dels gegants. Barcelona: Columna
- 2005: HAWKING, Stephen: Brevíssima història dels temps. Barcelona: Columna
- 2005: HAWKING, Stephen: Brevísima historia del tiempo. Barcelona: Crítica
- 2010: HAWKING, Stephen; MLODINOW, Leonard: El gran disseny. Barcelona: Columna
- 2010: HAWKING, Stephen; MLODINOW, Leonard: El gran diseño. Barcelona: Crítica
- 1989: HILDEBRANDT, Stefan; TROMBA, Anthony: Matemáticas y formas óptimas. Barcelona: Prensa Científica
- 2004: KANE, Joseph W.; STERNHEIM, Morton M.: Física [amb José Casas Vázquez]. Barcelona: Reverté
- 2005: NELSON, Philip: Física biológica. Barcelona: Reverté
- 1999: SADI CARNOT, Nicolás Leonard; CLAUSIUS, Rudolf Julius Emmanuel; THOMSON, W.: Escrits fonamentals sobre el segon principi de la termodinàmica. Barcelona: Pòrtic, 1999; Vic: Eumo, 1999; Barcelona: Institut d'Estudis Catalans
- 2018: STEPHEN, Hawking: Breus respostes per a les grans preguntes. Barcelona: Columna

### Composicions a partir de poemes de David Jou
- Nocturns cosmològics, música de Sergi Casanelles i Guillem Ramiro (ESMUC), estrenada a la UAB, per iniciativa de Poire Vallvé, el 19 i el 26 de maig de 2005. Hi participaren el cor, l’orquestra, el grup de cambra i el combo de la UAB
- Especiació, música de Sergi Roca (ESMUC), estrenada a la UAB, per iniciativa de Poire Vallvé, el 29 de maig de 2007. Hi participaren el cor i l’orquestra de la UAB

## Premis i reconeixements[23]
Premis literaris
- 1971 - Premi Pare Ramon Castelltort d'Igualada.
- 1976 - Recull Maria Ribas i Carreras de poesia, per: Llibre d'alegria per la conversió de Sant Pau.
- 1976 - Premi Martí Dot de Sant Feliu del Llobregat, per Diminuta imatge.
- 1979 - Premi de la Fundació d'Amics de les Arts i les Lletres de Sabadell, per Desencís quan vingui l'alba.
- 1979 - Premi Vila de Vallirana - Josep M. López Picó de poesia, per Mirall de vellut negre.
- 1982 - Premi Marià Manent, per Arbre. 1983 - Premi Arts i lletres de Premià de Mar.
- 1985 - Premi Vila de Martorell de poesia, per Teoria. 1987 - Premi Enric Ferran de la Revista El Ciervo.
- 1989 - Premi Ploma d'Or de l'Ajuntament de Sitges.
- 2025 - Premi Cadaqués a Quima Jaume de poesia per la seva trajectòria.

Premis científics
- 1981 - Premi Eduard Fontserè de l'Institut d'Estudis Catalans.
- 1981 - Divulga del Museu de la Ciència.
- 1986 - Rei Joan Carles I del Ministeri d'Educació i Ciència.
- 1991 - Medalla Narcís Monturiol de la Generalitat de Catalunya.
- 1993 - Premi Ciutat de Barcelona.
- 1999 - Premi Crítica Serra d'Or de Recerca d'Assaig Científic.
- 2014 - Doctor honoris causa de la Universitat de Girona.
- 2018 - Premi Ad studia humanitatis fovenda, de la Facultat de Filosofia i Lletres de la UAB, per la seva aportació a la poesia i a l'assaig entre ciències i humanitats